# 金井清 (諏訪市長)

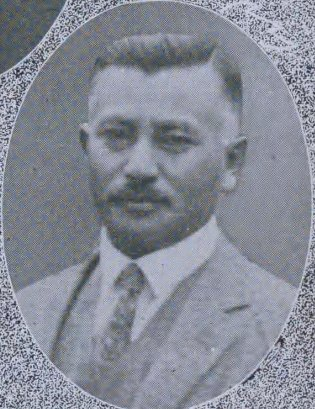
金井清

金井 清（かない きよし、1884年〈明治17年〉12月7日 - 1966年〈昭和41年〉4月26日）は、日本の官僚、政治家。太平洋戦争前は鉄道官僚を歴任し、戦後に長野県諏訪市長を通算2期務めた。

## 人物
長野県諏訪郡上諏訪町（現在の諏訪市上諏訪）に生まれる。諏訪郡立実科中学校（現長野県諏訪清陵高等学校）、東京府立第一中学校（現東京都立日比谷高等学校）を経て、1903年に第一高等学校に入学。3年次在学中の1905年、市河三喜に代わって動物学者のアンダーソンと行動をともにし、1906年にも協力する。1905年にアンダーソンに随行した際に、奈良県東吉野村鷲家口で、最後のものとされるニホンオオカミの捕獲個体（ただし猟師によりすでに殺されていた）に立ち会っている。
1907年、第一高等学校 を卒業し、東京帝国大学法科大学に入学。1911年、法科大学政治学科を卒業した。同年、高等文官試験に合格し、鉄道院（1920年より鉄道省）に入省して書記となった。その後、鉄道院副参事、鉄道院参事を歴任した。
1923年、鉄道省参事官だった金井は関東大震災からの復興を目的として設立された帝都復興院に出向、帝都復興院書記官総裁官房事務取扱、復興局文書課長に任じられた。1925年に鉄道省に復帰して書記官・監督局業務課長を務めた。その後、朝鮮総督府鉄道局参事を兼任し、6年にわたって北京・上海に駐在した。1932年、鉄道監察官を最後に退官した。
退官後は南満州鉄道株式会社哈爾浜建設事務所長、哈爾浜取引所理事、日仏対満事業公司常務理事、中支那振興株式会社理事、太平洋協会参与を歴任した。
戦後、1945年（昭和20年）10月、諏訪市長に就任し市政の立て直しに尽力したが、公職追放となり、1947年（昭和22年）2月に市長を退任。追放解除後、1951年（昭和26年）4月、現職塚原葦穂に勝って諏訪市長に再選され、諏訪郡中洲村・湖南村の諏訪市への編入に尽力し、1955年（昭和30年）4月1日に編入された。同年同月15日に市長を退任し、市長に通算2期在任した。
市長退職後は再び鉄道界に入り、1966年4月26日に没した時は社団法人世界貿易センター理事であった。

## 論文
- 金井清「日本で捕れた最後の狼」『満洲生物学会会報』第2巻、第2号、満洲生物学会、19-20頁、1939年。[3]

## 親族
- 小平権一 - 妹の夫[5]。衆議院議員。